# Academia Real de Marinha
A Academia Real de Marinha foi uma instituição de ensino superior portuguesa criada em Lisboa, por Lei de 5 de agosto de 1779, pela Rainha D. Maria I e na dependência da Secretaria de Estado da Marinha. Direcionada para o ensino das ciências exatas e para o aperfeiçoamento da arte da navegação, ministrava um curso de matemática, destinado à formação dos oficiais e pilotos da Marinha Real e da marinha mercante, bem como à preparação científica para o acesso ao curso de engenharia militar. 
Nos Estatutos da Academia Real da Marinha, publicados em anexo à lei supracitada, encontrava-se designada a sua composição: três lentes e três substitutos, um guarda-livros, um secretário e um guarda dos instrumentos astronómicos e marítimos. Para a inspeção da atividade da Academia foi criado o cargo de inspetor-geral da Marinha.
Foi uma das instituições que esteve na génese da Universidade de Lisboa e, mais concretamente, da sua Faculdade de Ciências.

## História

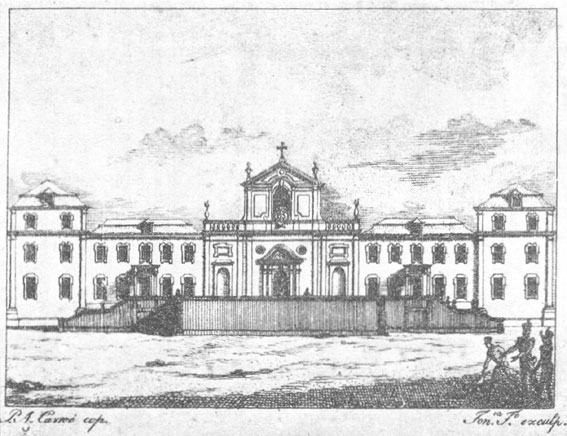
Sede da Academia Real da Marinha no antigo Noviciado da Cotovia, onde também funcionava o Real Colégio dos Nobres.

A fundação da Academia Real de Marinha - e, mais tarde, da Academia Real dos Guarda-Marinhas - foi impulsionada por Martinho de Melo, que com o Marquês de Pombal colaborara e com ele aprendera. Foram integrados nesta nova instituição alguns cargos e instituições de ensino especializadas então existentes, entre os quais o cargo de cosmógrafo-mor (que tinha a obrigação de dar uma lição diária de Matemática) e a Aula de Debuxo Naval.
Os seus professores e alunos tinham privilégios e prerrogativas iguais aos da Faculdade de Matemática da Universidade de Coimbra.
A construção do Real Observatório Astronómico da Marinha - prevista nos Estatutos da Academia - iniciou-se em 1824 no ângulo leste do edifício do Colégio dos Nobres. Passou para a posse da Escola Politécnica de Lisboa em 1837 e foi consumido por um incêndio que ocorreu no edifício da referida escola em 1843. Acabou por ser extinto por Carta de Lei de 15 de Abril de 1874.
A Academia Real de Marinha manteve-se em funcionamento até 1837. Nesse ano, foi suprimida pelo decreto de 11 de janeiro do referido ano, emitido em conjunto pelos ministérios da Guerra e da Marinha, juntamente com o então extinto Real Colégio dos Nobres, dando origem à Escola Politécnica de Lisboa, a qual viria a tornar-se na atual Faculdade de Ciências da Universidade de Lisboa.
Houve tentativas de restabelecer a Academia de Marinha mas não foram bem sucedidas.

## Ensino
Academia Real de Marinha preparava para a carreira náutica e ainda para diversas carreiras militares e civis. Nela ensinavam-se, em curso de três anos, as matemáticas puras e aplicadas e a arte de navegar. 
Era condição de admissão ao candidatos terem a idade mínima de 14 anos, fazerem uma petição e serem submetidos a uma prova de Aritmética. Os alunos eram avaliados em exercícios semanais e no fim do ano letivo.
Segundo Fernando Bragança Gil e Maria da Graça Salvado Canelhas, “A Academia Real da Marinha funcionou no edifício de 5 de Agosto de 1779 a 3 de Setembro de 1796”. As fontes primárias informam-nos da permanência no local, pelo menos até 1822.
O seu curso de matemática incluía as cadeiras de aritmética, de álgebra e de navegação, realizadas respetivamente, no primeiro, segundo e terceiro anos. Na primeira era ensinada aritmética, geometria, trigonometria plana e os princípios elementares da álgebra. Na segunda era ensinada a continuação da álgebra, o cálculo diferencial, o cálculo integral, a estática, a dinâmica, a hidrostática, a hidráulica e a óptica. Na terceira, era ensinada a trigonometria esférica e a arte da navegação teórica e prática.
Para o acesso à carreira de oficial ou de piloto da Marinha Real era necessária a habilitação com a totalidade do curso matemático da Academia Real da Marinha. Já para o acesso à carreira de piloto da marinha mercante bastava a habilitação com as cadeiras de aritmética e de navegação. 
Os candidatos a oficiais engenheiros tinham que habilitar-se com as cadeiras de aritmética e de álgebra da Academia Real da Marinha, prosseguindo depois os seus estudos de fortificação e engenharia numa escola especializada que, em 1790, passaria a ser a Academia Real de Fortificação, Artilharia e Desenho.
Alguns cursos da Escola Politécnica de Lisboa que lhe sucedeu eram vocacionados para a Marinha, tais como o 3.º curso para oficiais de marinha ou o 4.º curso para engenheiros construtores navais. Existia também uma cadeira de navegação, que anteriormente pertencia ao terceiro ano do curso na Academia Real da Marinha e que continuaria a ser ministrada na Escola Politécnica de Lisboa até à instituição da Escola Naval, em 1845.